# Jeżew
Jeżew [pronunciación en polaco: /ˈjɛʐɛf/] es un pueblo ubicado en el distrito administrativo de Gmina Zadzim, dentro del Distrito de Poddębice, Voivodato de Łódź, en Polonia central. Se encuentra aproximadamente a 11 kilómetros al este de Zadzim, a 12 kilómetros al sur de Poddębice, y a 32 kilómetros al oeste de la capital regional Łódź.